# Сюннерберг, Константин Карлович
Константин Карлович Сюннерберг (ум. 1882) — генерал-майор Русской императорской армии.

## Биография
Константин Сюннерберг получил образование в частном учебном заведении, военную службу начал унтер-офицером в лейб-гвардии Уланском Его Величества полку, куда поступил юнкером в 1854 году. В этом полку он прослужил в течение 18 лет, командовал эскадроном и дивизионом и исполнял обязанности полкового казначея. 
22 февраля 1856 года юнкер Сюннерберг был произведён в корнеты, 16 апреля того же года переведён в 4-й дивизион своего полка. В дальнейшем был произведён в поручики и, 17 апреля 1862 года — в штабс-ротмистры.
Во время польского восстания 1863—1864 гг. К. К. Сюннерберг находился в составе войск Варшавского военного округа и 24 августа 1863 года участвовал в бою при деревне Мыслове, где был серьёзно ранен в плечо; за отличия в этом сражении он был награждён орденом Святого Владимира 4-й степени с мечами и бантом.
30 августа 1863 года Сюннерберг произведён в ротмистры и вскоре получил в командование 2-й эскадрон своего полка. 31 марта 1868 года пожалован в полковники, с 1871 года — командир 2-го дивизиона и председатель хозяйственной комиссии полка.
25 июня 1872 года Константин Карлович Сюннерберг был назначен командиром 7-го уланского Ольвиопольского генерал-адъютанта графа Остен-Сакена полка и во главе последнего принимал участие в Русско-турецкой войне 1877—1878 годов, в которой под начальством генерал-лейтенанта В. В. Веревкина нёс в течение трёх месяцев службу по содержанию аванпостов вдоль береговой линии реки Дунай, от Рени до Измаила; за эти заслуги Сюннерберг получил 22 июля 1878 года чин генерал-майора (со старшинством с 30 августа) и был отмечен в 1879 году орденом Святого Станислава 1-й степени. 
По окончании турецкой кампании в 1878 году Константин Карлович Сюннерберг был назначен командиром 1-й бригады 7-й кавалерийской дивизии и в этой должности умер в Елисаветграде 15 декабря 1882 года.
С 1873 года Константин Карлович Сюннерберг был женат на Елизавете Григорьевне (в девичестве — Звенигородская), дочери коллежского асессора.

## Награды
За время службы генерал-майор К. К. Сюннерберг был удостоен наград:
- орден Святого Владимира 4-й степени с мечами и бантом (1863),
- орден Святого Станислава 2-й степени (1867),
- императорская корона к ордену Святого Станислава 2-й степени (1869),
- орден Святой Анны 2-й степени (1871),
- императорская корона к ордену Святой Анны 2-й степени (1874),
- орден Святого Владимира 3-й степени (1878),
- орден Святого Станислава 1-й степени (1879).